# Distretto di Busia
Il distretto di Busia è un distretto dell'Uganda, situato nella Regione orientale.